# Gastrotheca longipes
Gastrotheca longipes är en groddjursart som först beskrevs av George Albert Boulenger 1882.  Gastrotheca longipes ingår i släktet Gastrotheca och familjen Hemiphractidae. IUCN kategoriserar arten globalt som livskraftig. Inga underarter finns listade i Catalogue of Life.